# Paridea brachycornuta
Paridea brachycornuta es una especie de insecto coleóptero de la familia Chrysomelidae.
Fue descrita en 1993 por Yang.